# Chrám svatého Jiří (Istanbul)
Patriarchální chrám svatého Jiří (řecky: Πατριαρχικός Ναός Αγίου Γεωργίου, turecky: Aya Yorgi Patrikhane Kilisesi) také Katedrála svatého Jiří (řecky: Καθεδρικός Ναὸς τοῦ Ἅγίου Γεωργίου) je pravoslavný katedrální chrám nacházející se v Istanbulu ve čtvrti Fener (Fanar).

## Historie
Po Pádu Konstantinopole roku 1453 a přeměně chrámu Hagia Sofia na mešitu, poté také chrámu svatých apoštolů a chrámu Bohorodice Pammakaristos, který sloužil jako patriarchální chrám, se koncem 16. století stala čtvrt Fener centrem pravoslavného života města.
Roku 1601 si konstantinopolský patriarcha Matthaios II. zvolil za místo své katedry místo chrámu svatého Demetria (dnes Aya Dimitri Rum Ortodoks Kilisesi, Kırk Ambar Sok. No. 12, Ayvansaray) chrám svatého Jiří. Od té doby byl chrám mnohokrát rekonstruován a restaurován – takže z jeho dřívější podoby nezbylo téměř nic.
Za patriarchy Timothea II. byl chrám roku 1614 rekonstruován a rozšířen. Za Kallinika II. byl znovu rekonstruován. Roku 1720 došlo k požáru chrámu, který byl obnoven patriarchou Ieremiasem III. Roku 1738 došlo k dalšímu velkému požáru. Teprve až roku 1797 zahájil patriarcha Grigorios V. jeho rekonstrukci, v důsledku čehož chrám získal dnešní podobu. Patriarcha Grigorios VI. (1835-1840) provedl nové změny a zvýšil jeho výšku. Poslední velkou přestavbu provedl patriarcha Ioachim III.
Roku 1941 byly budovy patriarchátu u chrámu zničeny požárem a z politických důvodů byly obnoveny až v polovině 80. let. Ve druhé polovině 80. let za patriarchy Demetria I. byl postaven nový komplex administrativních budov a na počátku 90. let za patriarchy Bartoloměje I. byl chrám opraven a vyzdoben, a to z velké části na náklady řeckého průmyslníka Panagiotise Angelopoulose.

## Relikvie
Vpravo od ikonostasu se nachází část sloupu z Jeruzaléma, ke kterému byl přivázán při bičování Ježíš Kristus.
Mezi nejuctívanější ikony patří ikona Bohorodice (Panagia) Faneromeni a u severní stěny mozaika Bohorodice Pammakaristos, pocházející z bývalého chrámu Bohorodice Pammakaristos.
U severní stěny chrámu se nachází relikviář s ostatky svatého Řehoře z Nazianzu a Jana Zlatoústého, které byly odvezeny v rámci Čtvrté křížové výpravy roku 1204 z Konstantinopole. Ostatky byly vráceny roku 2004 papežem Janem Pavlem II. V chrámu se také nachází ostatky svatého Basila Velikého. U jižní strany chrámu se nachází ostatky svaté Eufémie z Chalkédónu, svaté Solomonie – matky Makabejských mučedníků a svaté císařovny Theofanie Martinakia.